# Olympische Winterspiele 2014/Teilnehmer (Aserbaidschan)
| Gelbes Symbol für Goldmedaillen mit stilisierten Olympischen Ringen | Graues Symbol für Silbermedaillen mit stilisierten Olympischen Ringen | Braundes Symbol für Bronzemedaillen mit stilisierten Olympischen Ringen |
| ------------------------------------------------------------------- | --------------------------------------------------------------------- | ----------------------------------------------------------------------- |
| —                                                                   | —                                                                     | —                                                                       |

Aserbaidschan nahm an den Olympischen Winterspielen 2014 in Sotschi mit drei Sportlern im Ski Alpin und mit zwei Sportlern im Eiskunstlauf teil. Es war die fünfte Teilnahme Aserbaidschans bei Olympischen Winterspielen und die zehnte Teilnahme bei Olympischen Spielen überhaupt.

## Teilnehmer nach Sportart

### Eiskunstlauf
| Athlete                        | Event   | Originaltanz | Originaltanz | Kürtanz | Kürtanz | Total  | Total |
| Athlete                        | Event   | Punkte       | Rank         | Punkte  | Rank    | Punkte | Rank  |
| ------------------------------ | ------- | ------------ | ------------ | ------- | ------- | ------ | ----- |
| Julija Slobina Alexei Sitnikow | Eistanz | 58.15        | 14 Q         | 90.48   | 11      | 148.63 | 12    |

### Ski Alpin
| Athleten              | Wettbewerb   | Zeit            | Rang            |                 |
| --------------------- | ------------ | --------------- | --------------- | --------------- |
| Männer                |              |                 |                 |                 |
| Patrick Brachner      | Riesenslalom | 3:03,63 min     | 53              |                 |
| Patrick Brachner      | Slalom       | nicht gestartet | nicht gestartet | nicht gestartet |
| Frauen                |              |                 |                 |                 |
| Gaia Bassani Antivari | Slalom       | nicht beendet   | nicht beendet   | nicht beendet   |